# Judy Murray

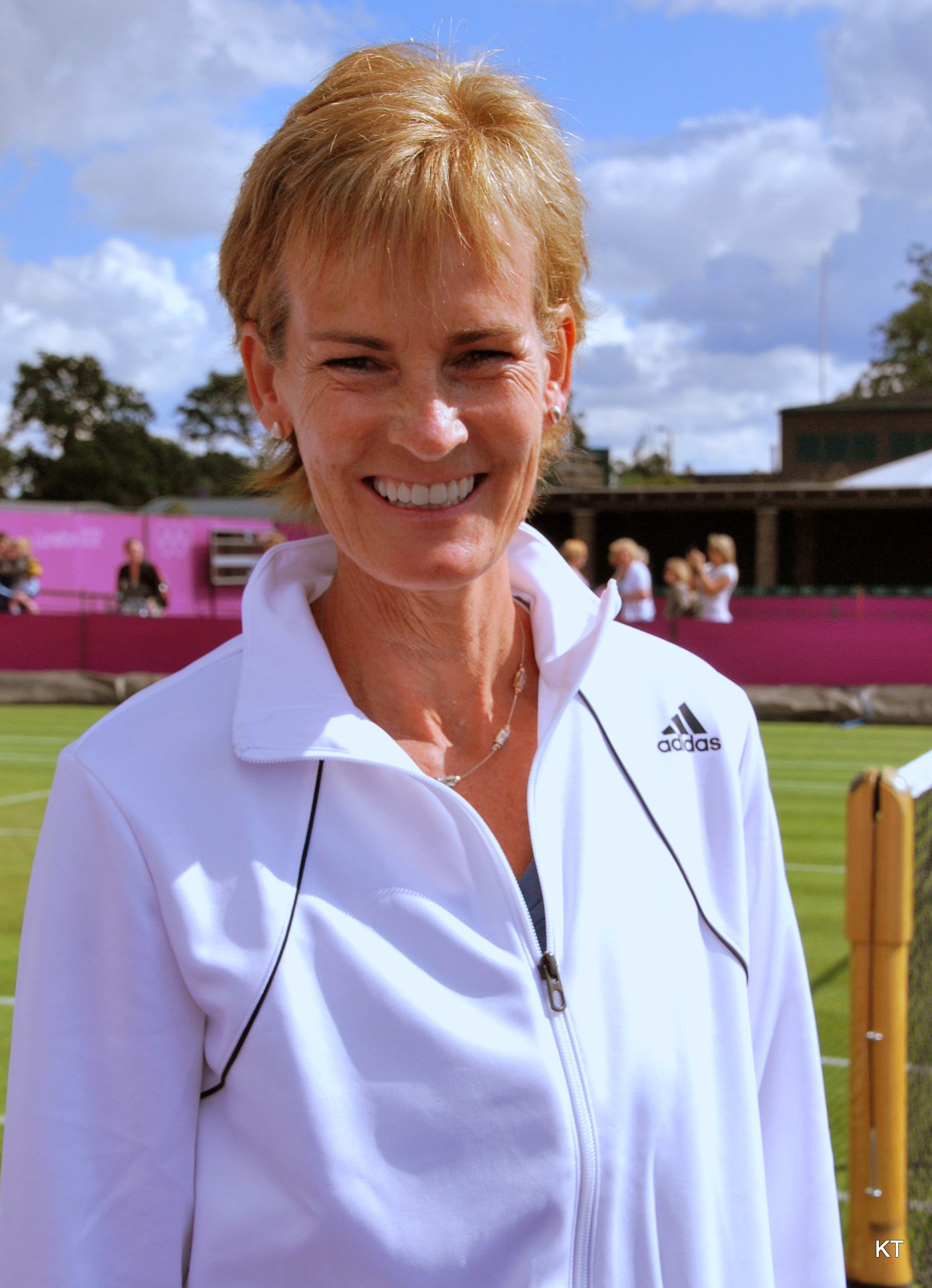
Imagem de Judy Murray.

Judith "Judy" Murray (Bridge of Allan, Stirlingshire, 8 de setembro de 1959), é uma ex-tenista e treinadora de tênis escocesa. Foi capitã da equipe britânica da Fed Cup. Judith também é mãe dos tenistas profissionais Jamie e Andy Murray.

## Vida e carreira
Judy Murray é filha de Eileen Shirley e Roy Erskine, esse um ex-futebolista que jogou pelo Stirling Albion na década de 1950. Ela ganhou 64 títulos ao longo de sua longa carreira júnior e sênior, e decidiu ir para o circuito profissional em 1976. Mas posteriormente, Murray desistiu da ideia de competir profissionalmente, no entanto, durante sua carreira ela jogou contra jogadoras como Debbie Jevans e Mariana Simionescu (esta uma romena que era então namorada de Bjorn Borg, e, eventualmente, sua primeira esposa). Judy Murray, além de mãe, foi a primeira treinadora de Jamie e Andy Murray. Em 1981, ela se formou em Francês e Negócios.
Além de seus próprios filhos, ela já treinou vários jogadores a nível regional e nacional. Em dezembro de 2011 ela foi eleita para ser a capitã da equipe britânica da Fed Cup. Ela diz que assumiu o cargo, em parte, para elevar o perfil de treinadores do sexo feminino e aliviar um pouco a sexismo que ela diz permanece no esporte. Já em 8 de outubro de 2013, Judy Murray foi premiada com um doutoramento honoris causa pela Universidade de Edimburgo.
No final de fevereiro de 2016, a duquesa de Cambridge, Kate Middleton, mostrou sua habilidade no tênis em uma aula com Judy. Já em março de 2016, Judy Murray renunciou ao cargo de capitã da equipe britânica da Fed Cup, cargo que ocupava desde 2011.
No dia 16/06/2017, o esforço e o comprometimento de Judy com o tênis e com o esporte lhe rendeu uma das maiores honrarias britânicas, a Ordem do Império Britânico (OBE). 